# امیر ابراگیموف
امیر ابراگیموف (انگلیسی: Amir Ibragimov؛ زادهٔ ۲ آوریل ۲۰۰۸) بازیکن فوتبال اهل روسیه است که برای باشگاه فوتبال منچستر یونایتد در پست مهاجم بازی می‌کند.